# Onthophagus suturalis
Onthophagus suturalis es una especie de insecto del género Onthophagus, familia Scarabaeidae, orden Coleoptera.
Fue descrita científicamente por Péringuey en 1888.